# Тамэсуэ, Дай
Дай Тамэсуэ (яп. 為末大 Тамэсуэ Дай, 3 мая 1978, Хиросима) — японский легкоатлет, выступает в беге с барьерами на 400 метров

## Биография
Тамэсуэ завоевал бронзовую медаль на Чемпионат мира по лёгкой атлетике 2001 в Эдмонтоне, установив новый личный рекорд — 47, 89, который до сих пор не побит. Также выиграл ещё одну бронзовую медаль на Азиатских играх 2002. Позже, он занял третье место на Чемпионат мира по лёгкой атлетике 2005.
Дай Тамэсуэ живёт в Сан-Диего. Женат. Одно из его любимых хобби - езда на велосипеде.

## Достижения
- Все результаты по марафону

| Год  | Турнир         | Место проведения     | Место | Примечания             |
| ---- | -------------- | -------------------- | ----- | ---------------------- |
| 2001 | Чемпионат мира | Эдмонтон, Канада     | 3-е   | 400 метров с барьерами |
| 2002 | Азиатские игры | Пусан, Южная Корея   | 3-е   | 400 метров с барьерами |
| 2005 | Чемпионат мира | Хельсинки, Финляндия | 3-е   | 400 метров с барьерами |